# Elżbietanki cieszyńskie
Elżbietanki cieszyńskie, Zgromadzenie Sióstr św. Elżbiety III Zakonu Regularnego św. Franciszka − żeńskie zgromadzenie zakonne.

## Historia
Zgromadzenie jest spadkobiercą tradycji tercjarskich sięgających średniowiecza. III Zakon franciszkański powstał pod koniec XII wieku we Włoszech. Wspólnoty tercjarskie zakładały oddzielne klasztory, które żyły według reguły III Zakonu Regularnego. Zgromadzenia te czy wspólnoty nosiły różne nazwy. Tercjarki odwoływały się do przykładu św. Elżbiety Węgierskiej, zajmując się pielęgnacją chorych w zakładanych przez siebie szpitalach i przytułkach. W 1626 świątobliwa Apollonia Radermecher założyła w Akwizgranie klasztor pw. św. Elżbiety (elżbietanki z Akwizgranu). Kolebką zgromadzenia były Kościół Opatrzności Bożej i Szpital przy Radermarkt. Opiekę nad zgromadzeniem sprawowali franciszkanie konwentualni. Kolejne placówki powstawały w Niemczech, Czechach i w Polsce. W 1736 siostry przybyły do Wrocławia, a w 1753 do Cieszyna. W 1754 nabyły one budynek na cieszyńskim rynku, który spłonął w 1789. Odbudowano go pod nadzorem ks. Leopolda Szersznika. Nowy klasztor wraz ze szpitalem poświęcono w 1903 roku.
Zgromadzenie Sióstr Świętej Elżbiety jest instytutem zakonnym na prawie papieskim o ślubach prostych, agregowanym do III Zakonu świętego Franciszka.
Polska prowincja elżbietanek cieszyńskich posiada domy w Zabrzegu, Tarnawie, Miotku, Bytomiu Łagiewnikach, Bobrownikach Śląskich i Dortmundzie.
Istnieją również niezależne domy w innych krajach, m.in. w Czechach, na Słowacji i w Austrii. Każdy dom jest sui iuris, posiadając własną ksienię. Zgromadzenie nie ma ogólnej przełożonej generalnej nad wszystkimi domami. Jedynie dom cieszyński posiada placówki będące filiami domu głównego.  Np. elżbietanki cieszyńskie w Czechach, mimo zrezygnowania z klauzury papieskiej, zachowują część przepisów, którymi się ta klauzura charakteryzuje. Chociaż w oficjalnej łacińskiej nazwie występuje zwrot ordo, tzn. zakon, siostry te w swoich językach narodowych przyjmują nazywać się zgromadzeniem, co jest swego rodzaju wprowadzaniem niejednoznaczności w rozumieniu prawa kanonicznego.
Dewizą zgromadzenia jest zawołanie przypisywane św. Franciszkowi z Asyżu: Bóg mój i wszystko!.

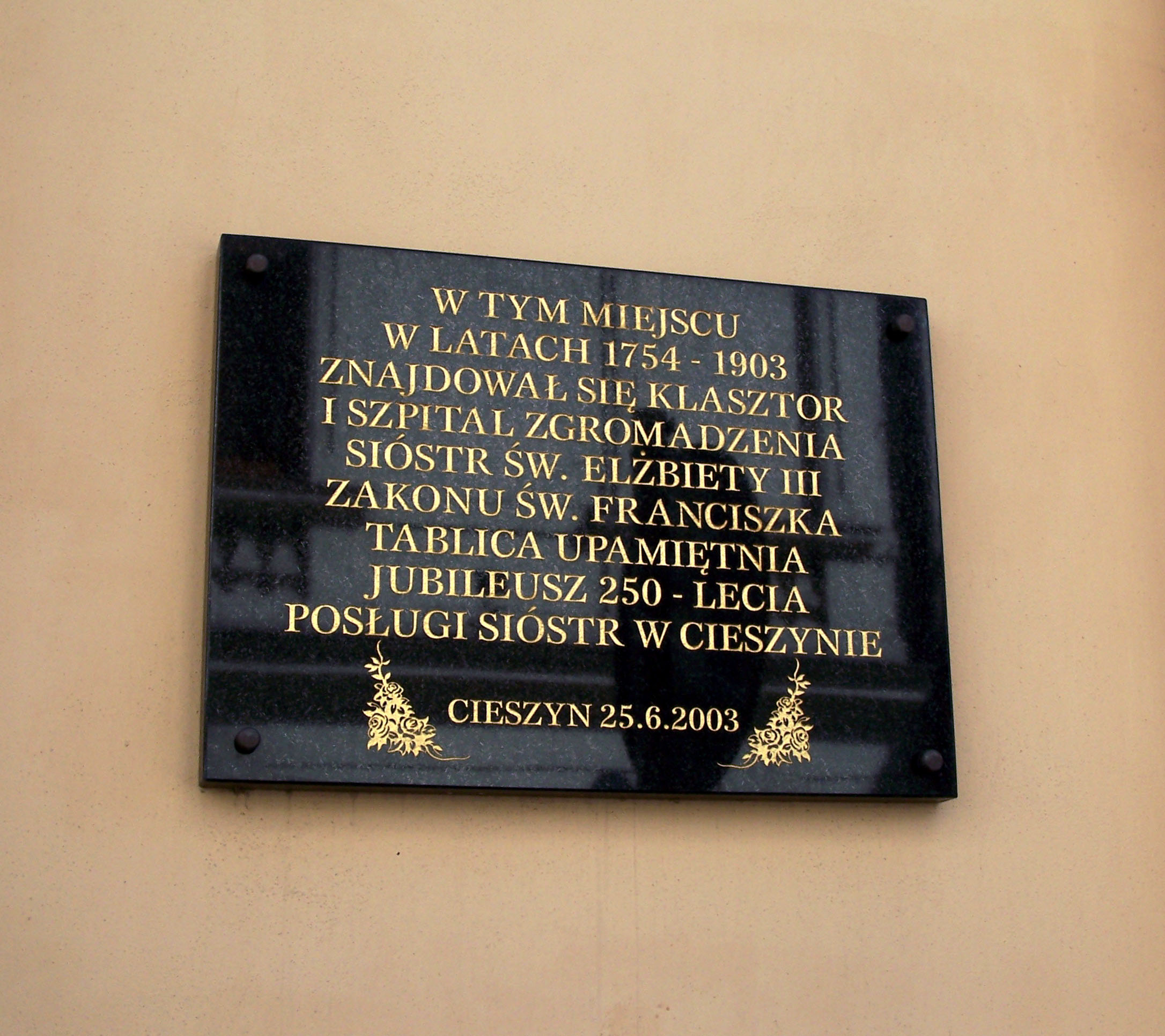
Tabliczka upamiętniająca klasztor elżbietański na budynku obecnej poczty na rynku w Cieszynie
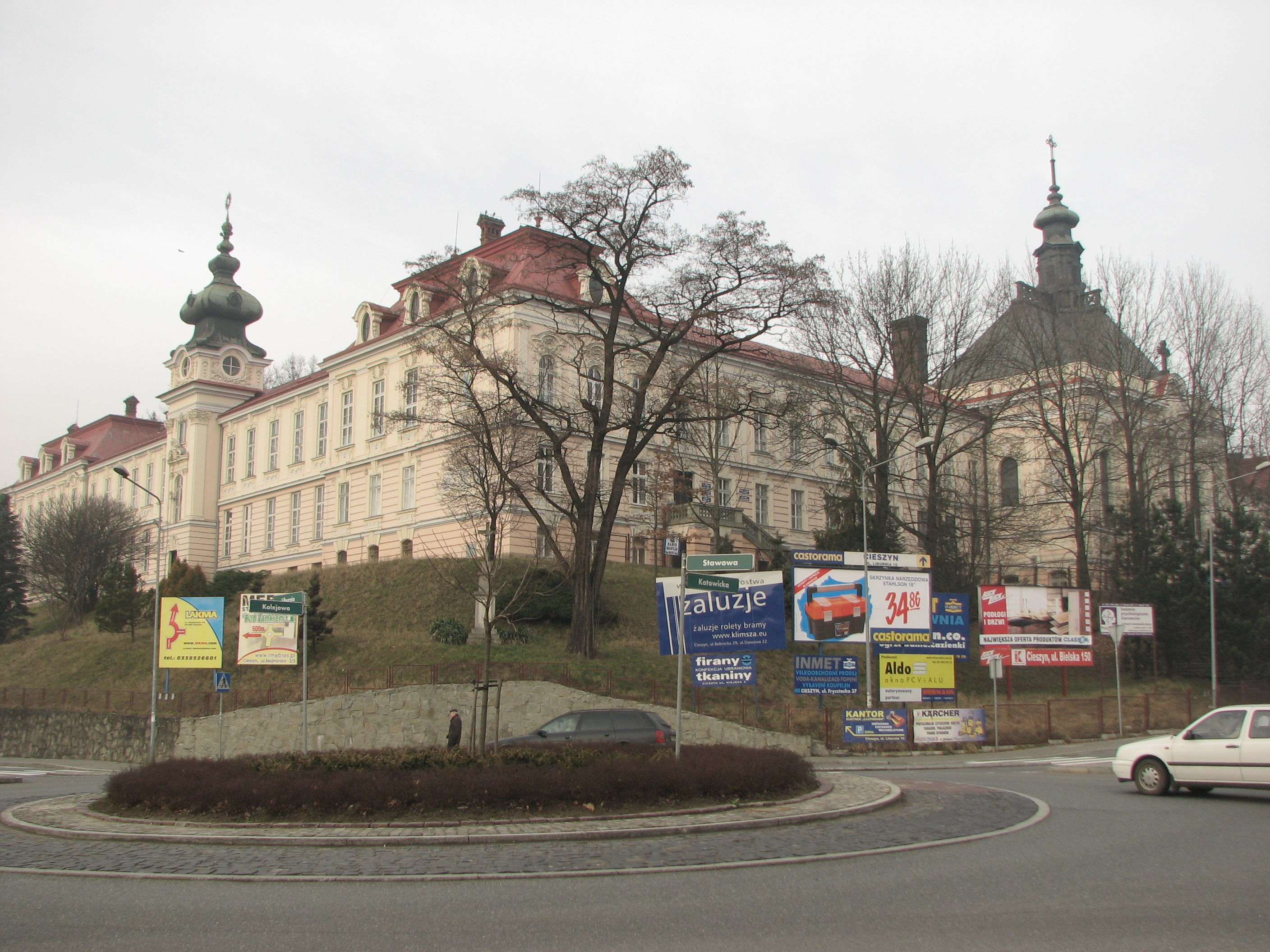
Szpital, klasztor sióstr elżbietanek i kaplica św. Elżbiety w Cieszynie